# Corpataux
Corpataux (Korpathà  en patois fribourgeois) est une localité et une ancienne commune suisse du canton de Fribourg, située dans le district de la Sarine.

## Histoire
Le site de Corpataux est occupé depuis la préhistoire. On y a en effet retrouvé une tombe datant de La Tène, puis une ville romaine du Ier siècle et enfin des tombes du haut Moyen Âge. Passé sous contrôle fribourgeois en 1475, le village est rattaché au bailliage d'Illens jusqu'en 1798, puis, érigé en commune, il est rattaché au district de Farvagny de 1798 à 1848. L'ancienne commune de Corpataux comprend également le hameau de La Tuffière.
Le 1er janvier 1999, Corpataux fusionne avec sa voisine de Magnedens pour former la commune de Corpataux-Magnedens. Celle-ci va à son tour fusionner le 1er janvier 2016 avec Farvagny, Le Glèbe, Rossens et Vuisternens-en-Ogoz pour former la nouvelle commune de Gibloux.

## Patrimoine bâti
L'église néo-gothique Saint-Jean-Baptiste consacrée en 1912.